# Thomas Hodgkin

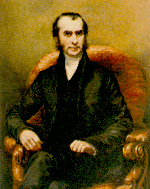

Thomas Hodgkin (ur. 17 sierpnia 1798 w Pentonville, zm. 5 kwietnia 1866 w Jafie) – brytyjski fizyk, lekarz, patolog. W 1832 roku jako pierwszy odkrył i opisał ziarnicę złośliwą.